# Magnus Eriksson (musiker)
Magnus ”Norpan” Eriksson, född 21 november 1966, är en svensk musiker (trumslagare), från Domsjö utanför Örnsköldsvik.  
Han har turnerat med Eddie Meduza, Thomas Di Leva, Lolita Pop och Rolf Wikström. Han spelade på Ulf Lundells skivor På andra sidan drömmarna (1996), Slugger (1998), Fanzine (1999) och Club Zebra (2002), och även medverkat på åtskilliga turnéer med Lundell mellan 1996 och 2003. 
Eriksson ingick i Lars Winnerbäcks kompgrupp Hovet och spelade med Winnerbäck från albumet Kom.
Han spelade också på Thåströms skiva Skebokvarnsv. 209 (2005). Eriksson har vidare spelat med Moneybrother och 2025 turnerade han med Roxette.